# Roc dels Tres Termes
El Roc dels Tres Termes és una muntanya de 1.129,7 metres que es troba entre el municipi de la Jonquera, a la comarca de l'Alt Empordà i les comunes de l'Albera (Vallespir) i la Roca d'Albera (Rosselló). El seu nom, per tant, està del tot justificat; no només és el punt de trobada de tres termes, sinó també de tres comarques.
És a l'extrem oriental del terme de l'Albera, al meridional del de la Roca d'Albera i al sptentrional del de la Jonquera. És al sud-est del Coll de l'Ullat i al sud-oest del Puig Neulós.
El Roc dels Tres Termes és un dels destins habituals de les rutes excursionistes de la zona occidental de la Serra de l'Albera.